# AST Groupe
AST Groupe est un constructeur de maisons individuelles, un promoteur immobilier et un aménageur foncier, créé en 1993 par Alain et Sylvain Tur. Il est coté à la bourse de Paris. En 2022, le groupe compte 589 employés, 189 agences et a livré 1 641 logements en France. Le groupe a été placé en avril 2024 en procédure de sauvegarde par le tribunal de commerce de Lyon.

## Historique
(novembre 2023).
L'entreprise AST promotion est créée en 1993 par Alain et Sylvain Tur. Elle débute dans la construction de maisons individuelles à Lyon avec la marque Créa Concept. Puis, en 1995, le groupe étend ses activités à la promotion immobilière avec une nouvelle marque Villas Club,.
Le 29 juin 2000, AST promotion est introduite en bourse. En 2002, AST promotion crée la marque Top Duo qui est destinée aux primo-accédants. En 2005, AST promotion achète les entreprises Villas Trident (mas provençal).
En avril 2005, AST promotion change de nom pour AST Groupe,.
En 2009, acquisition de POBI, usine de construction d'ossature bois,. Cette acquisition lui permet de développer en France la franchise de maisons à ossature bois, Natilia.
Puis en 2013, le groupe cré un nouveau réseau de commercialisation : Villa Club, ainsi qu'une filiale d'aménagement intérieur (cuisine) : Cubéa.
En 2017, AST Groupe rachète le groupe DPLE, constructeur de maisons en Normandie, Centre et Aquitaine. L'année suivante, l'entreprise acquiert le Groupe Ideoz, qui construit des maisons individuelles en Charente-Maritime et en Vendée.
En 2019, AST Groupe crée la marque Natibox (studios de jardins en bois),.

## Activités
AST Groupe est principalement un constructeur de maisons individuelles et un promoteur immobilier. C'est également un industriel de la construction en bois et un aménageur immobilier et foncier.
En 2022, ce groupe compte 637 employés, 189 agences et a livré 1 641 logements en France.

### Construction de maisons individuelles
Le groupe détient plusieurs marques de constructions de maisons individuelles (Maisons Hexagone, Créa Concept et Top Duo). Certaines sont développées en franchise comme Natilia (maisons à ossature bois) et Villa Club.

### Promotion immobilière et foncière
Le groupe est par ailleurs un promoteur immobilier (maisons et appartements). Il développe depuis 2012 l'activité de lotisseur et aménageur foncier sous la marque Evolim.

### Industriel de la construction en bois
Depuis 2003, l’usine POBI (créée par Pascal JACOB[réf. souhaitée] filiale du Groupe JACOB fondé en 1929 devenu POBI industrie en 2011) est située à La Charité-sur-Loire (Nièvre). Elle réalise des charpentes industrielles et traditionnelles, fabrique des constructions en panneaux à ossature bois et des menuiseries.

## Chiffres clés
| Années                                | 2000 |  | 2002 | 2003 |  | 2006 | 2007 |  | 2015 | 2016 | 2017 | 2018 | 2019 |
| ------------------------------------- | ---- |  | ---- | ---- |  | ---- | ---- |  | ---- | ---- | ---- | ---- | ---- |
| Chiffres d'affaires (en millions d'€) | 5    |  | 18   |      |  | 78   | 90   |  | 105  | 125  | 174  | 225  | 201  |
| Résultat Net (en millions d'€)        | 0,4  |  | 1,4  |      |  | 7    | 5    |  |      |      |      |      | 2    |
| Nombre d'employés                     |      |  |      | 100  |  |      |      |  |      |      |      |      | 637  |